# Kathy Hammond
Kathleen „Kathy” Hammond, później Tyson (ur. 2 listopada 1951 w Sacramento) – amerykańska lekkoatletka specjalizująca się w biegach sprinterskich, dwukrotna medalistka igrzysk olimpijskich z 1972 z Monachium: srebrna w sztafecie 4 × 400 metrów oraz brązowa w biegu na 400 metrów.

## Finały olimpijskie
- 1972 – Monachium, sztafeta 4 × 400 metrów – srebrny medal
- 1972 – Monachium, bieg na 400 metrów – brązowy medal

## Inne osiągnięcia
- mistrzyni Stanów Zjednoczonych w biegu na 440 jardów: 1969[1]
- mistrzyni Stanów Zjednoczonych w biegu na 400 m: 1972[1]
- halowa mistrzyni Stanów Zjednoczonych w biegu na 440 jardów: 1967, 1970, 1972[2]

## Rekordy życiowe
- bieg na 200 metrów – 23,4 – 1969
- bieg na 400 metrów – 51,64 – 1972
- bieg na 800 metrów – 2:11,3 – 1969